# Oceania Rugby Junior Championship
El Oceania Rugby Junior Championship fue la competencia anual del deporte para selecciones de menores de 20 años que organizó Oceania Rugby.
La competencia se inauguró en el 2015 con un cuadrangular a una rueda disputado en la ciudad australiana de Gold Coast. Participaron, la selección local, Nueva Zelanda, Samoa y Japón como un invitado de (Asia Rugby), selecciones que habitualmente disputan el Campeonato Mundial de Rugby Juvenil. El título fue para Nueva Zelanda que venció sus 3 partidos.
Al año siguiente, también en Gold Coast, se disputa sólo con Australia y Nueva Zelanda enfrentándose en dos partidos. La serie se definió por diferencias de puntos porque ganaron un partido cada uno, de esta forma los Baby Blacks se coronan campeones nuevamente. Los australianos tuvieron su premio consuelo al haberle ganado por primera vez en la historia a sus vecinos en la categoría M20.

## Campeonatos
| I   | 2015 | Gold Coast     | Nueva Zelanda                      | Australia                          | Samoa                              | Japón                              |                                    |                                    |                                    |                                    |
| II  | 2016 | Gold Coast     | Nueva Zelanda                      | Australia                          |                                    |                                    |                                    |                                    |                                    |                                    |
| III | 2017 | Gold Coast     | Nueva Zelanda                      | Australia                          | Samoa                              | Fiyi                               |                                    |                                    |                                    |                                    |
| IV  | 2018 | Gold Coast     | Nueva Zelanda                      | Australia                          | Fiyi                               | Tonga                              |                                    |                                    |                                    |                                    |
| V   | 2019 | Gold Coast     | Australia                          | Nueva Zelanda                      | Fiyi                               | Japón                              |                                    |                                    |                                    |                                    |
| -   | 2021 | Gold Coast     | Cancelado por pandemia de COVID-19 | Cancelado por pandemia de COVID-19 | Cancelado por pandemia de COVID-19 | Cancelado por pandemia de COVID-19 | Cancelado por pandemia de COVID-19 | Cancelado por pandemia de COVID-19 | Cancelado por pandemia de COVID-19 | Cancelado por pandemia de COVID-19 |
| VI  | 2022 | Sunshine Coast | Nueva Zelanda                      | Argentina                          | Australia                          | Fiyi                               |                                    |                                    |                                    |                                    |

## Posiciones
Número de veces que las selecciones ocuparon cada posición en todas las ediciones.
| Equipo        | Campeón | 2º puesto | 3º puesto | 4º puesto |
| ------------- | ------- | --------- | --------- | --------- |
| Nueva Zelanda | 5       | 1         |           |           |
| Australia     | 1       | 4         | 1         |           |
| Argentina     |         | 1         |           |           |
| Fiyi          |         |           | 2         | 4         |
| Samoa         |         |           | 2         |           |
| Japón         |         |           |           | 1         |
| Tonga         |         |           |           | 2         |